# Ceratitis fasciventris
Ceratitis fasciventris är en tvåvingeart som beskrevs av Mario Bezzi 1920. Ceratitis fasciventris ingår i släktet Ceratitis och familjen borrflugor. Inga underarter finns listade i Catalogue of Life.